# Félicien Rops
Félicien Joseph Victor Rops (Namen, 7 juli 1833 – Essonnes, 23 augustus 1898) was een Belgisch graficus, kunstschilder en karikaturist.

## Levensloop en werk

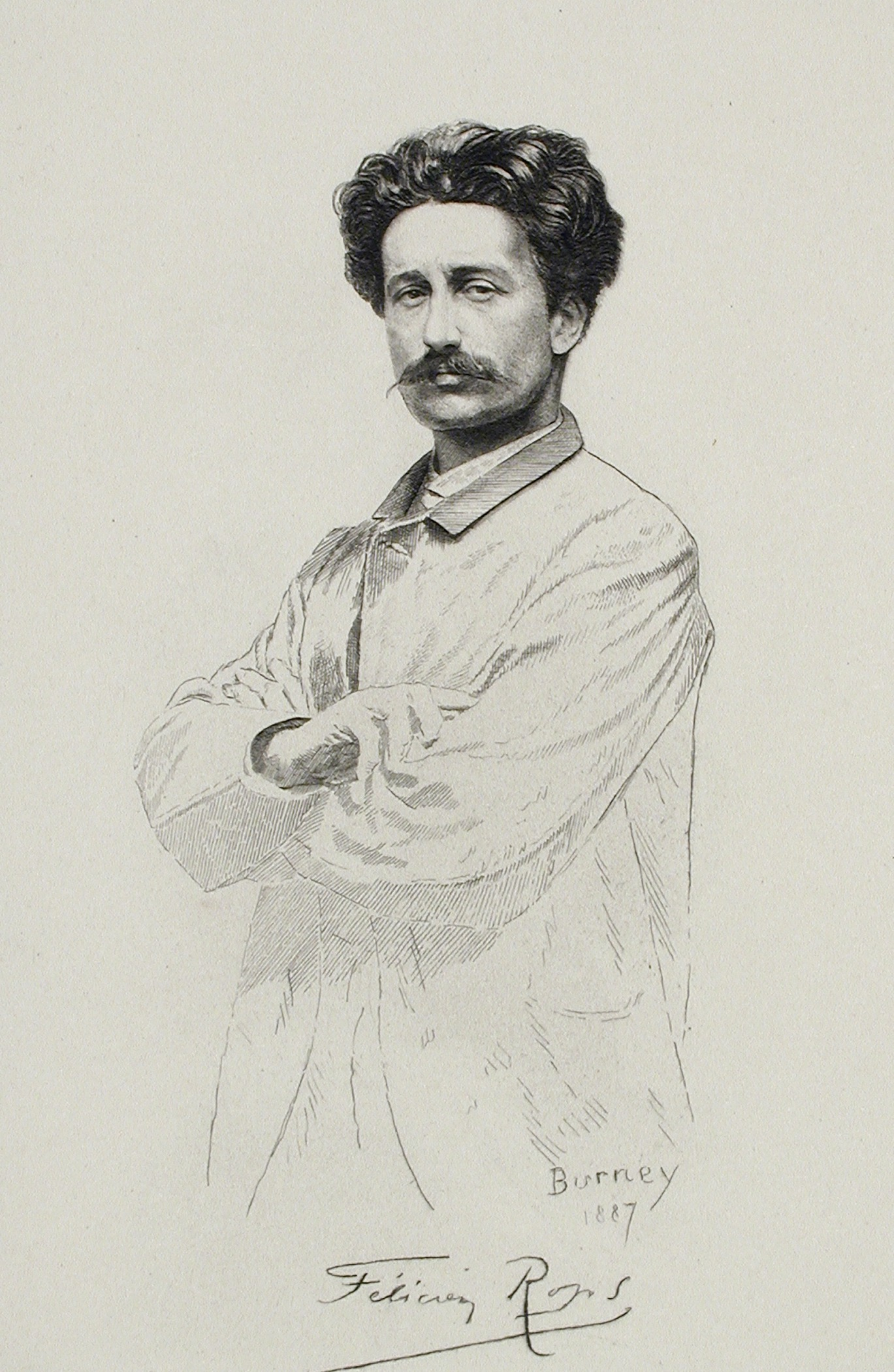
Portret van Félicien Rops, gravure door Michael G. Wilson, 1887

Zijn werk is veelal satanistisch en licht pornografisch getint. De vrouwenfiguren, die de verleiding en het Kwaad personifiëren, zijn doorgaans gemodelleerd naar de Vlaamse meisjes waar Rops zo verzot op was.
Rops leefde in een tijd waarin de kerkelijke overtuigingen en dogma's door het opkomende rationalisme flink 'onder vuur lagen'. Op jonge leeftijd bezocht Rops een jezuïetenschool. Hij maakte al vroeg satirische prenten waarin hij de (in zijn ogen) hypocrisie van de kerk aan de kaak stelde. Dit soort prenten publiceerde hij bijvoorbeeld in het blad Uylenspiegel, dat hij met geërfd geld in eigen beheer uitgaf toen hij in Brussel studeerde.
Zijn verdere leven bracht hij voornamelijk in Wallonië (onder meer in de Colonie d'Anseremme) en Frankrijk door. Hij was bevriend met Armand Rassenfosse. Op latere leeftijd onderhield Rops nauwe contacten met symbolistische dichters. Hij illustreerde meerdere uitgaven, bijvoorbeeld: Les épaves, een selectie uit Baudelaires Les Fleurs du mal. Hij koesterde zijn onbekendheid en wilde niet beroemd zijn bij de massa van zogenaamd nette en eerlijke mensen, waar hij op neerkeek en waar hij van walgde.

## Werken
Enkele werken van Rops zijn:
- Een begrafenis in het Waalse land (1863)
- Dame met ledenpop en waaier (1873), Dame met ledenpop (1877) en De dame met de ledenpop (1885).[2][3]
- Pornokratès (1878)
- In de coulissen (1878-1880)

Een deel van de werken van Rops is samengebracht in het Musée Félicien Rops in Namen.

## Galerij

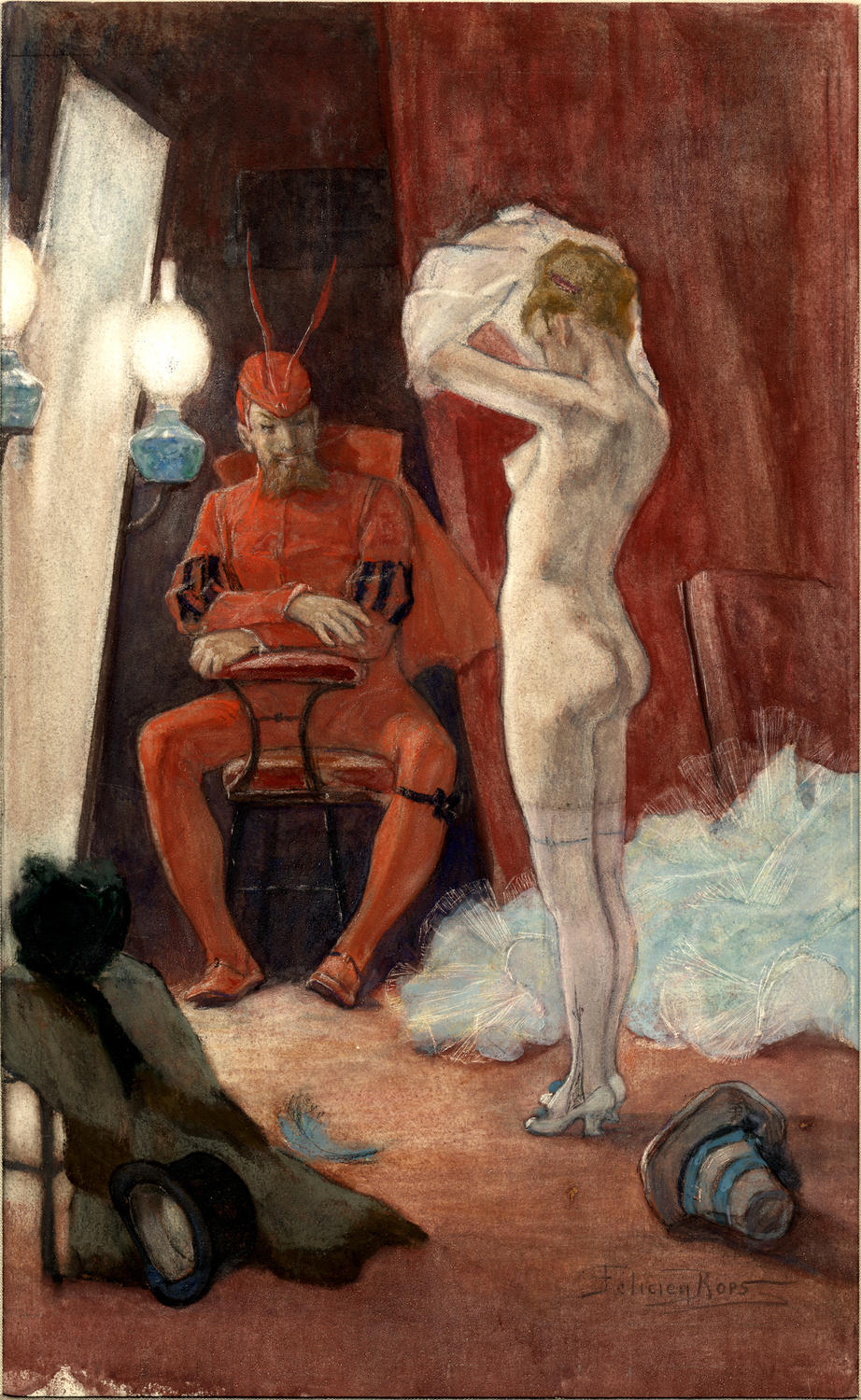
In de coulissen (1878-1880)
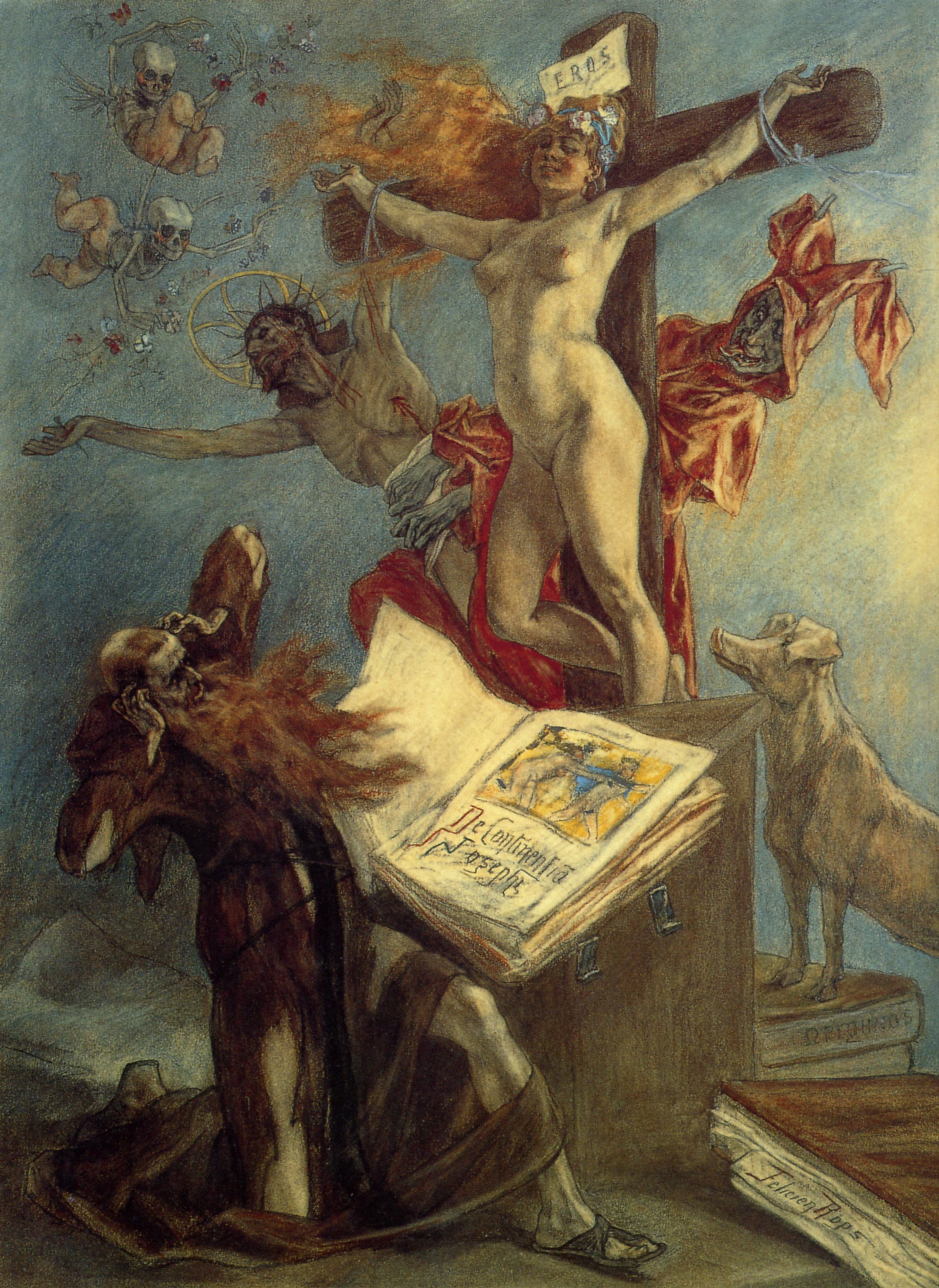
De verzoeking van de Heilige Antonius
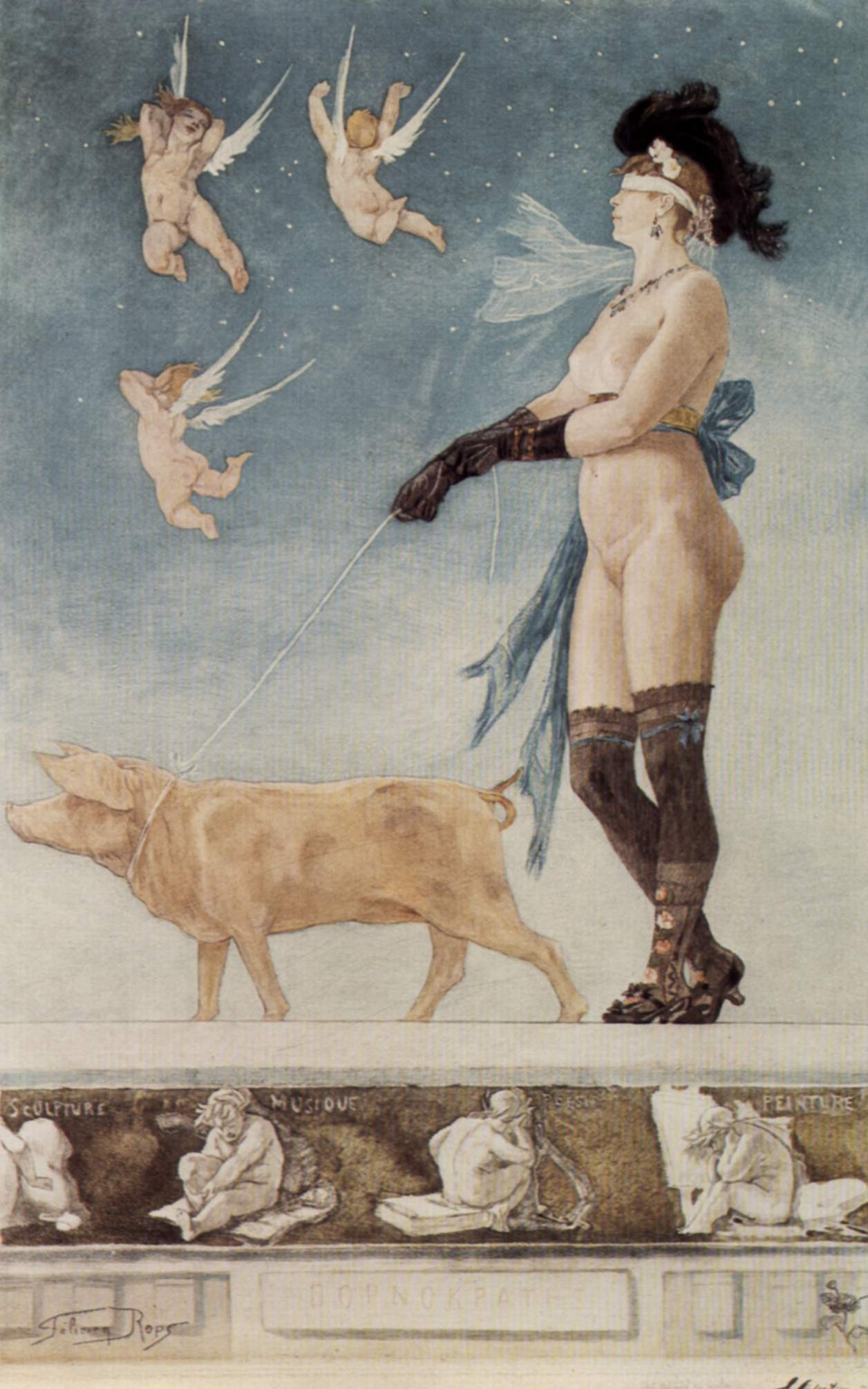
Pornokratès (1878)
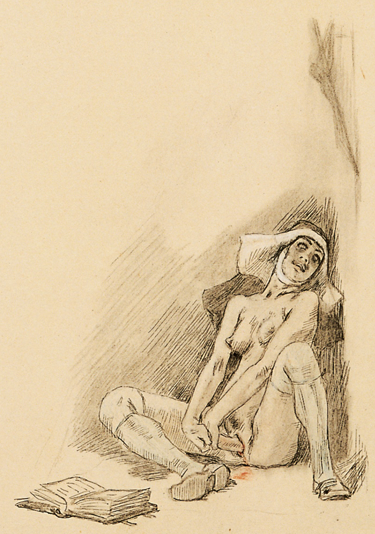
De heilige Theresa
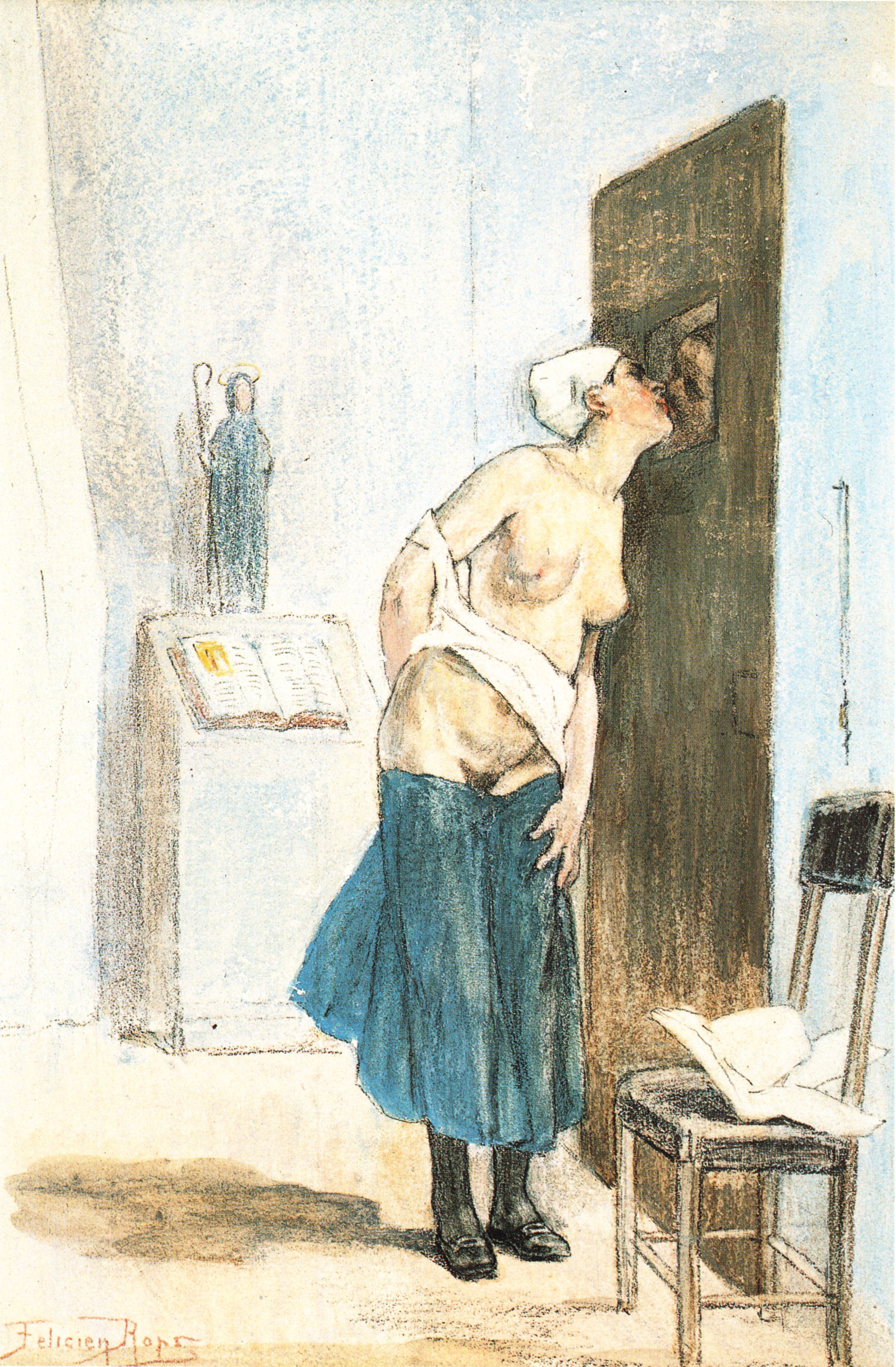
Bagatellen aan de deur (1878-1881)
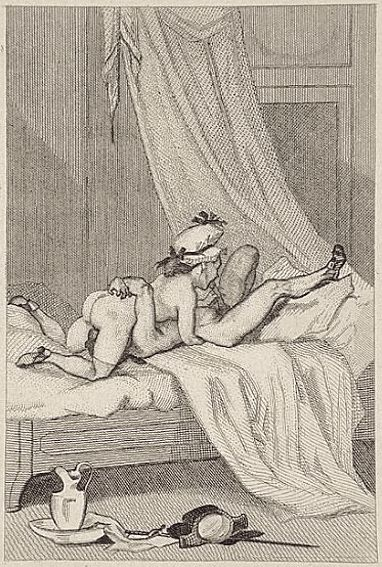
Gravure van Félicien Rops, Le Diable au Corps (1865)
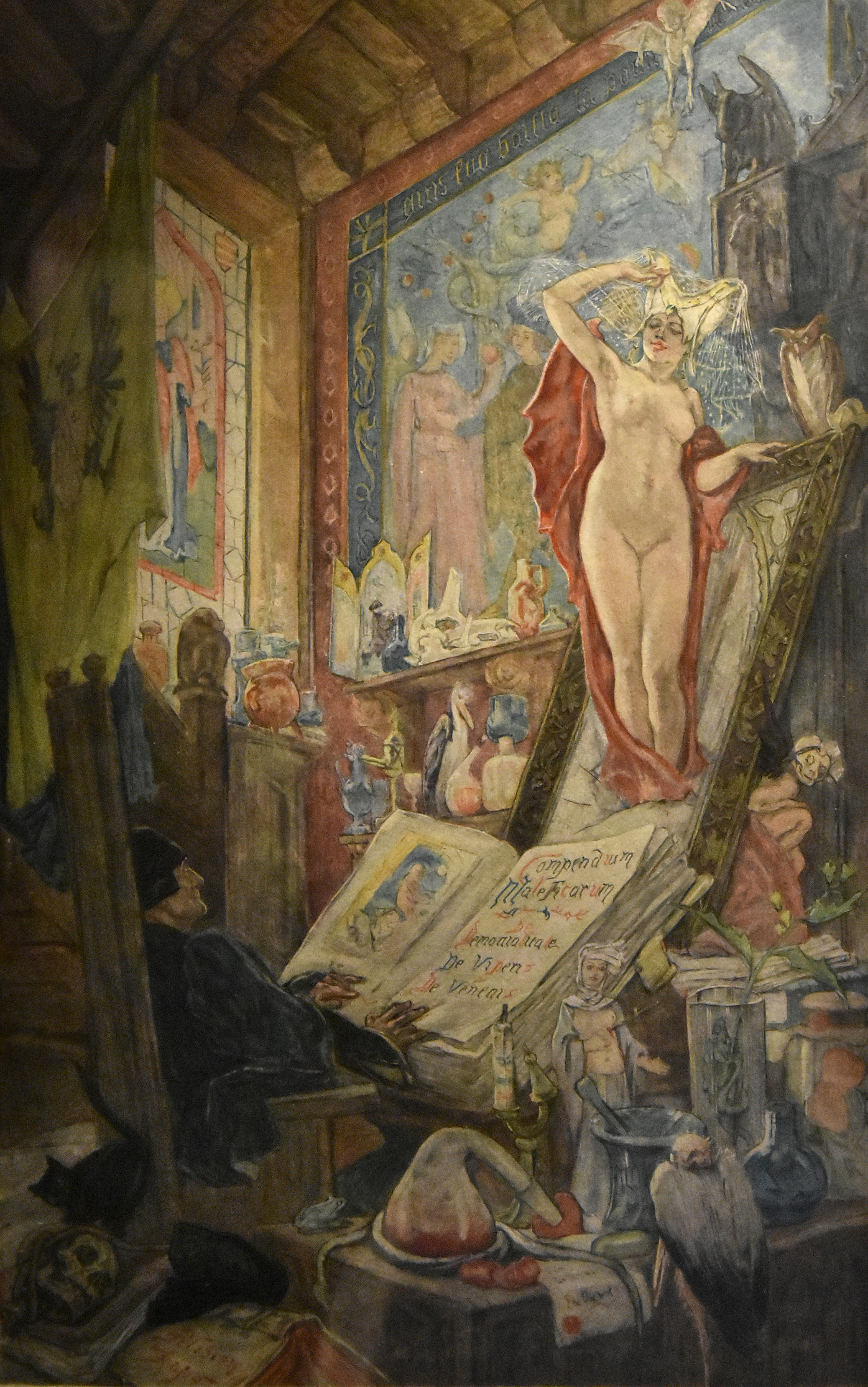
De incantatie in La Boverie
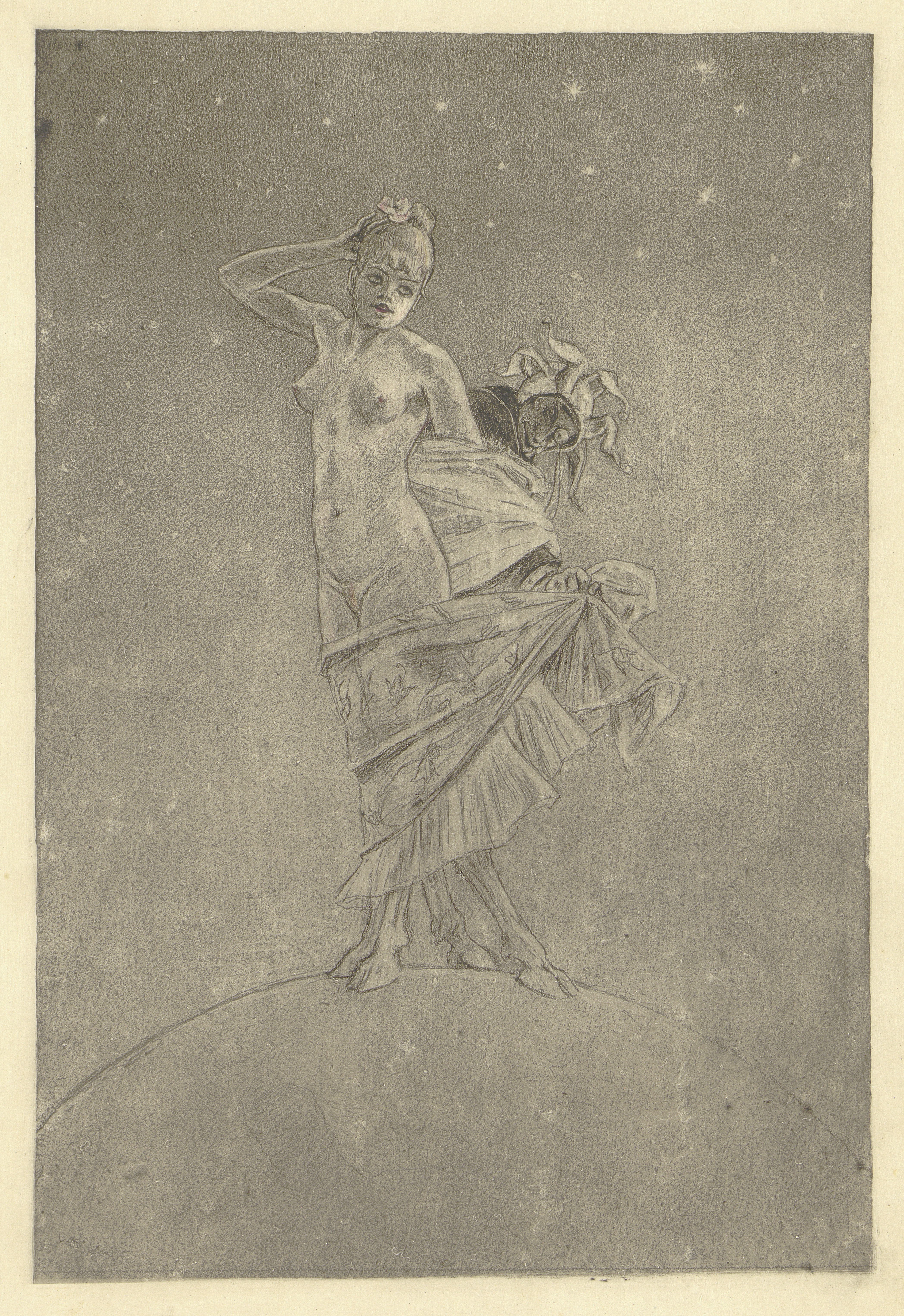
De prostitutie en de waanzin beheersen de wereld - Koninklijke Bibliotheek van België
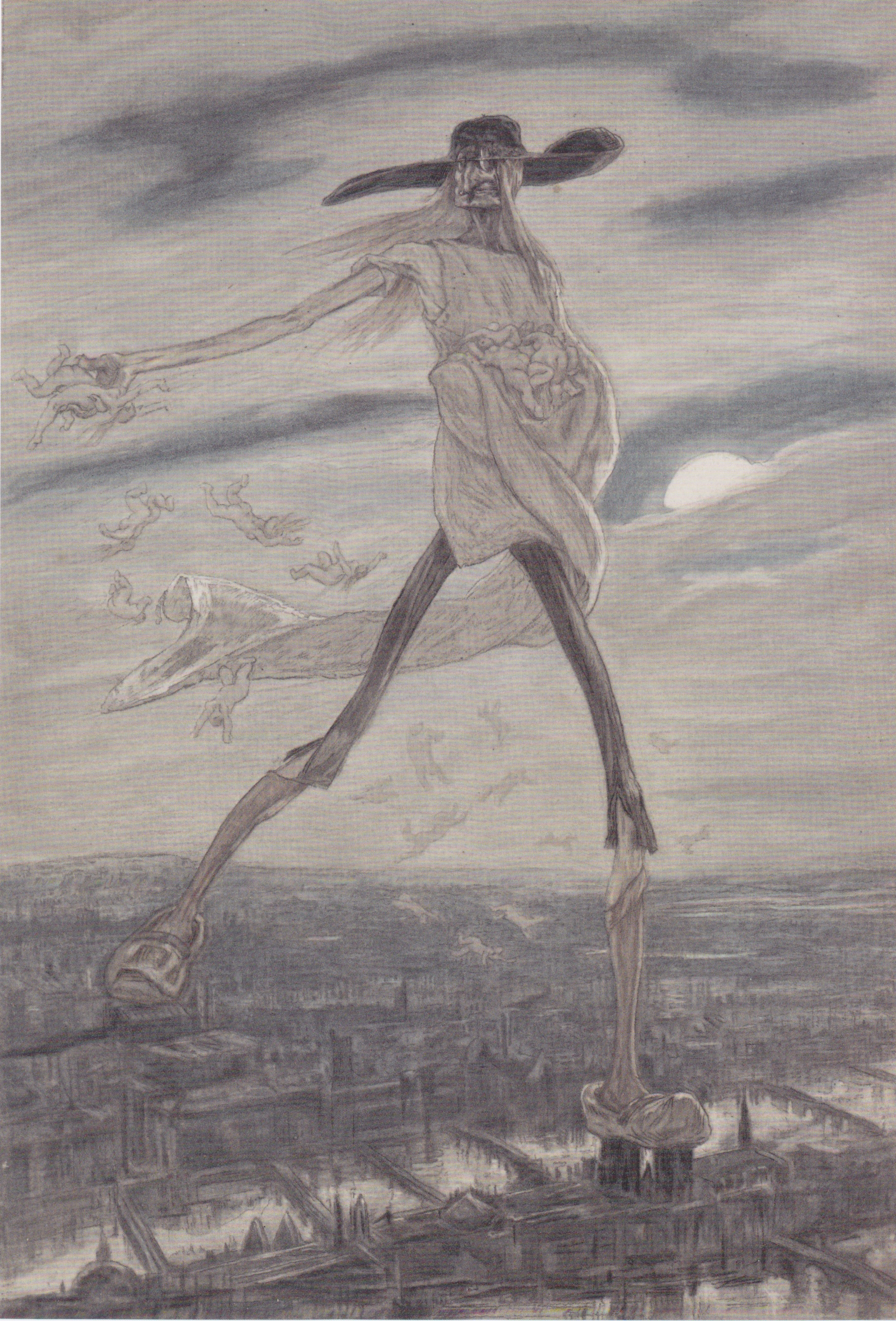
Satan semant (1882)
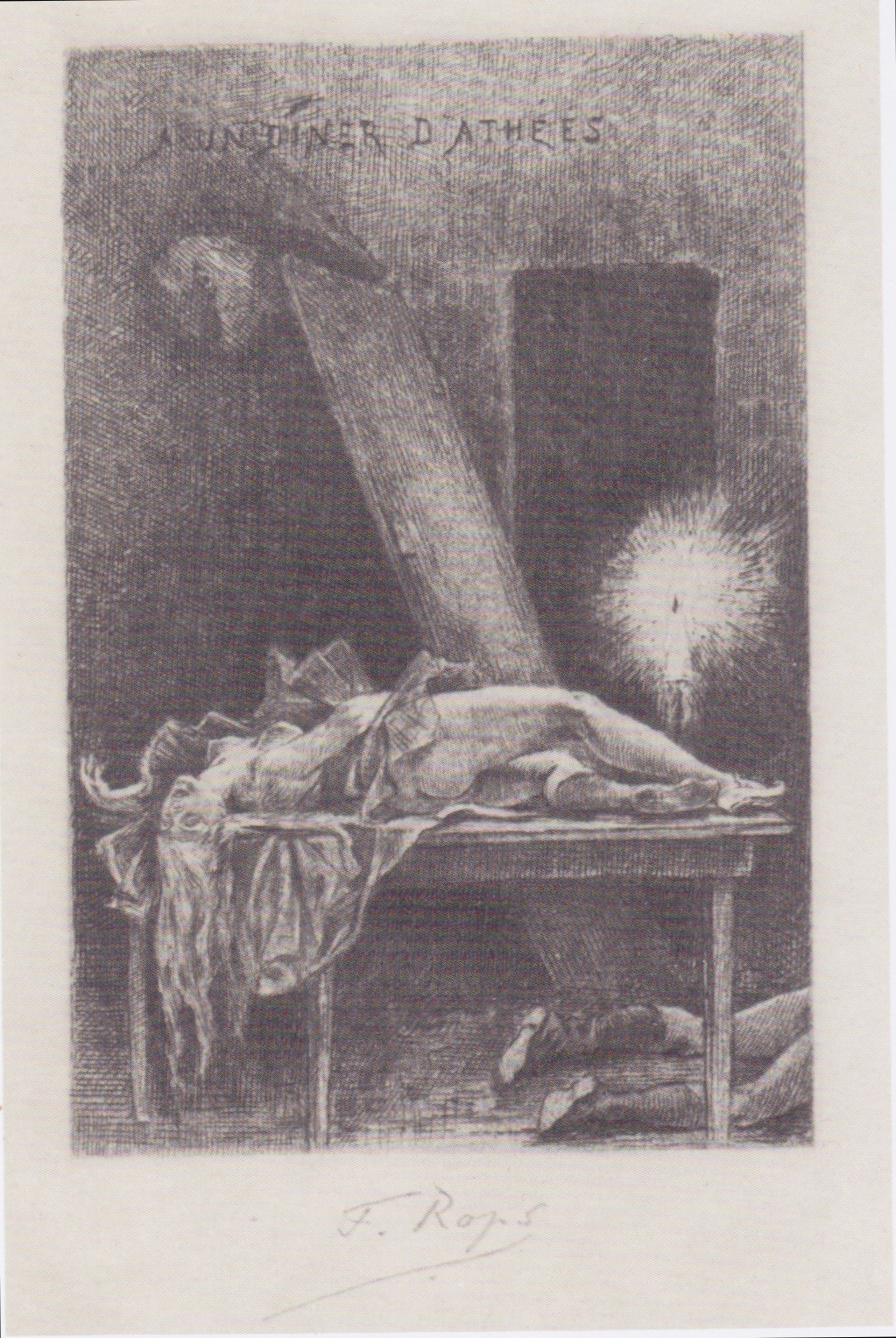
À un dîner d'athées (1882)
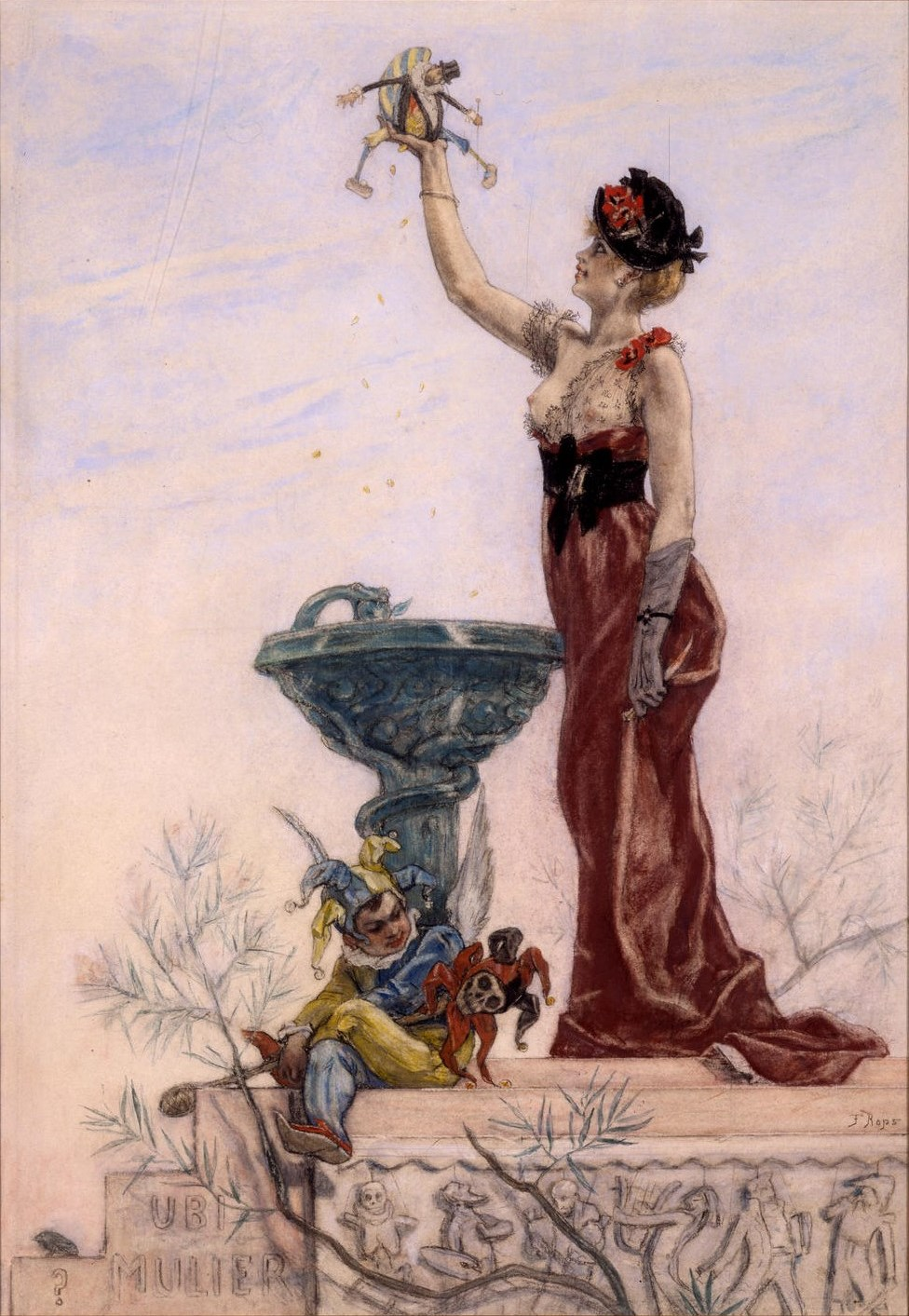
De dame met de ledenpop (1885)
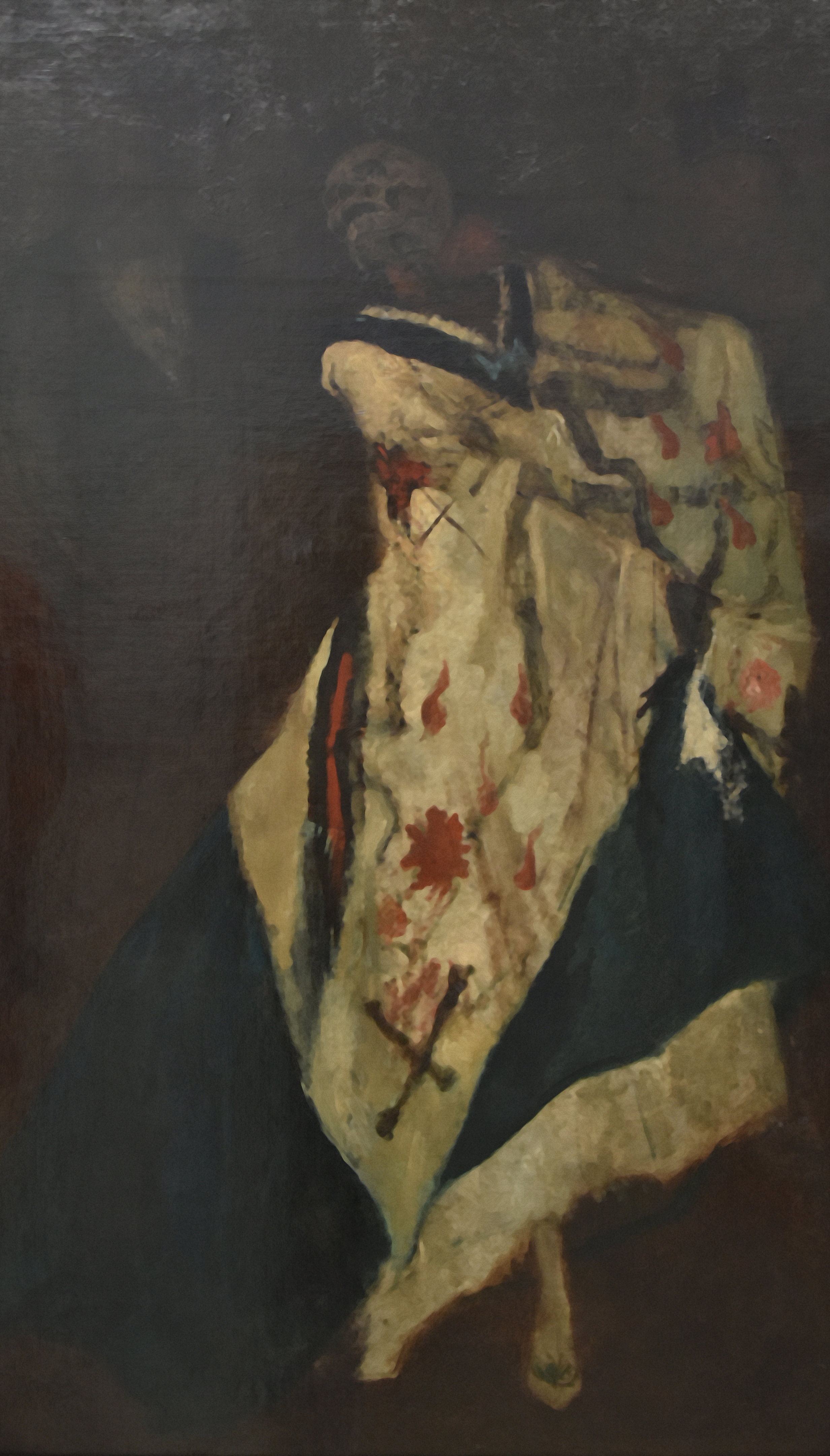
De dood op het bal - Kröller-Müller Museum
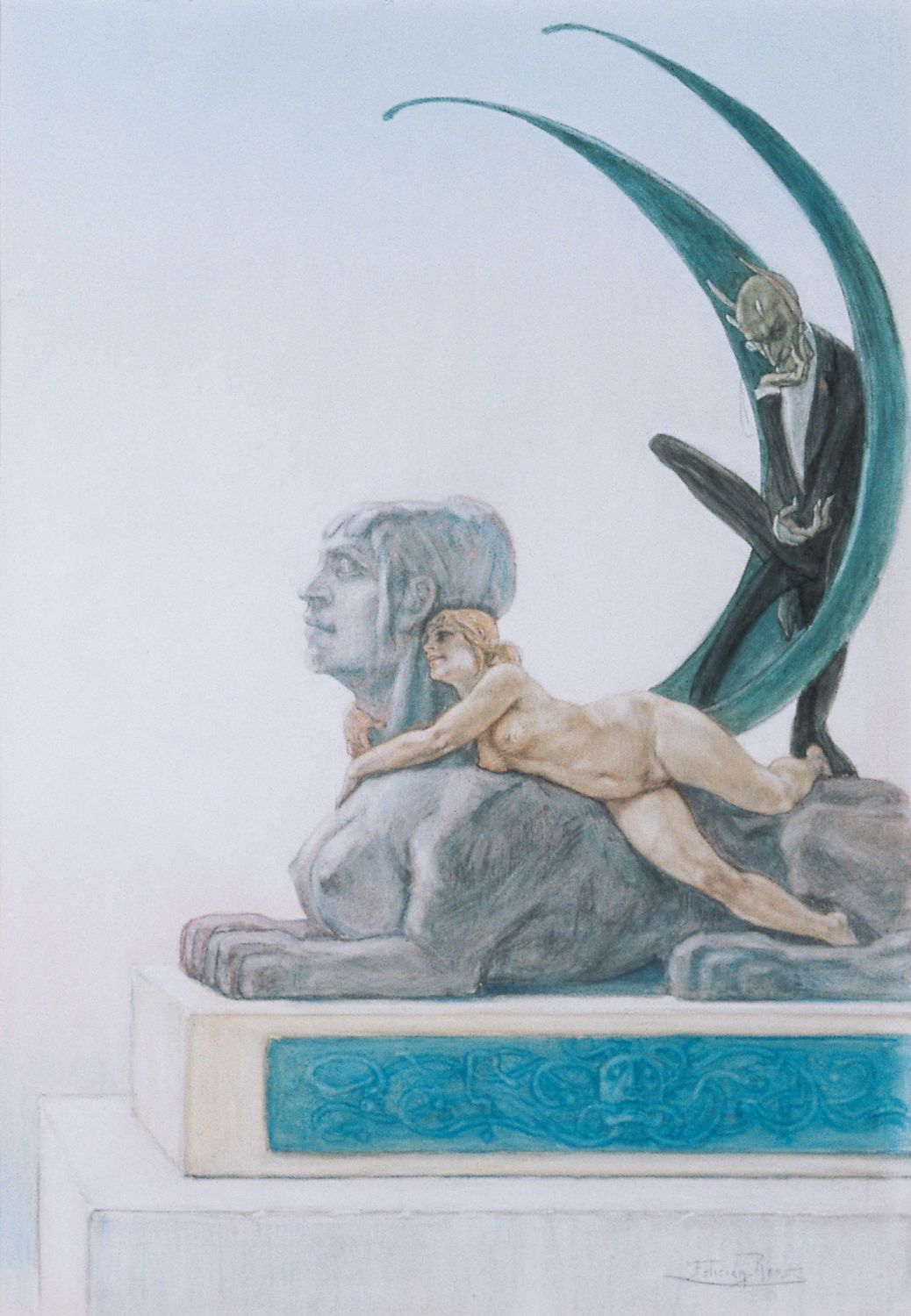
La Spinge (De sfinx), collectie Koning Boudewijnstichting.

## Correspondentie Felicien Rops

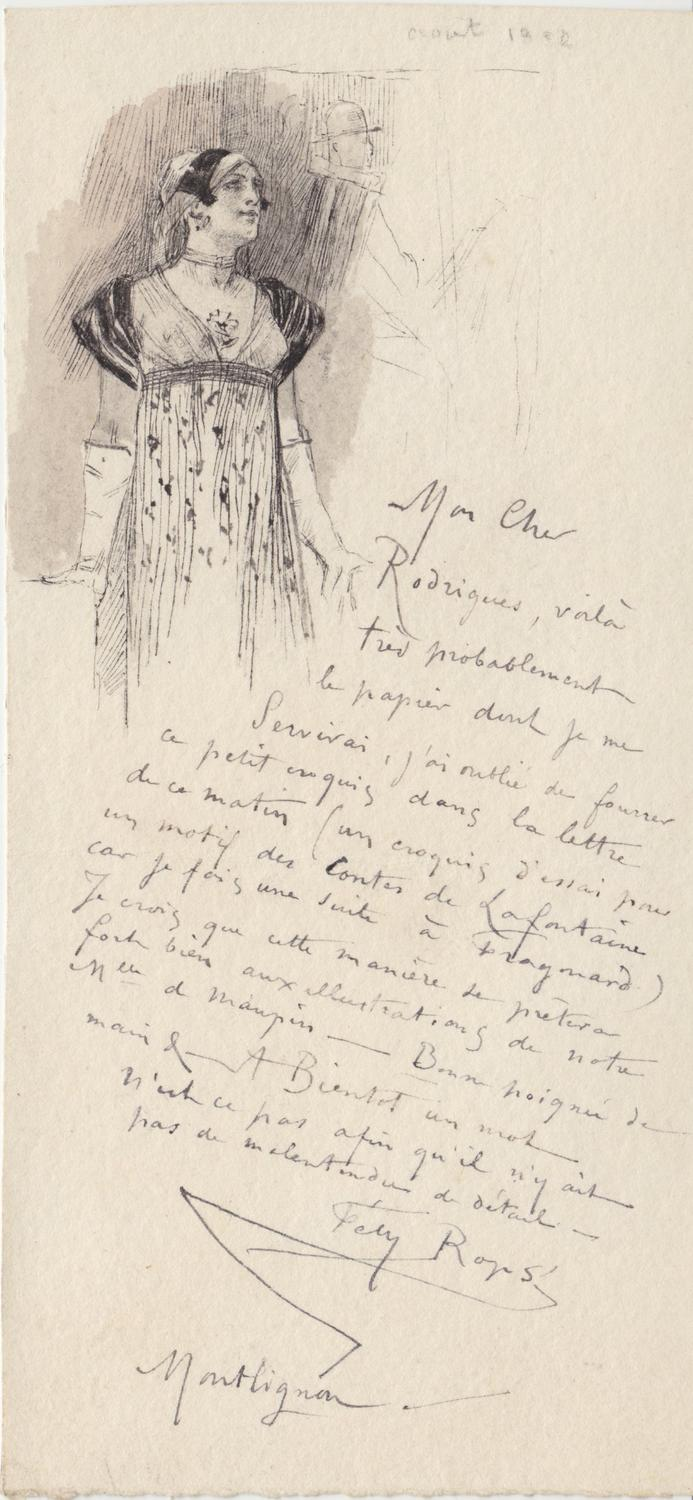
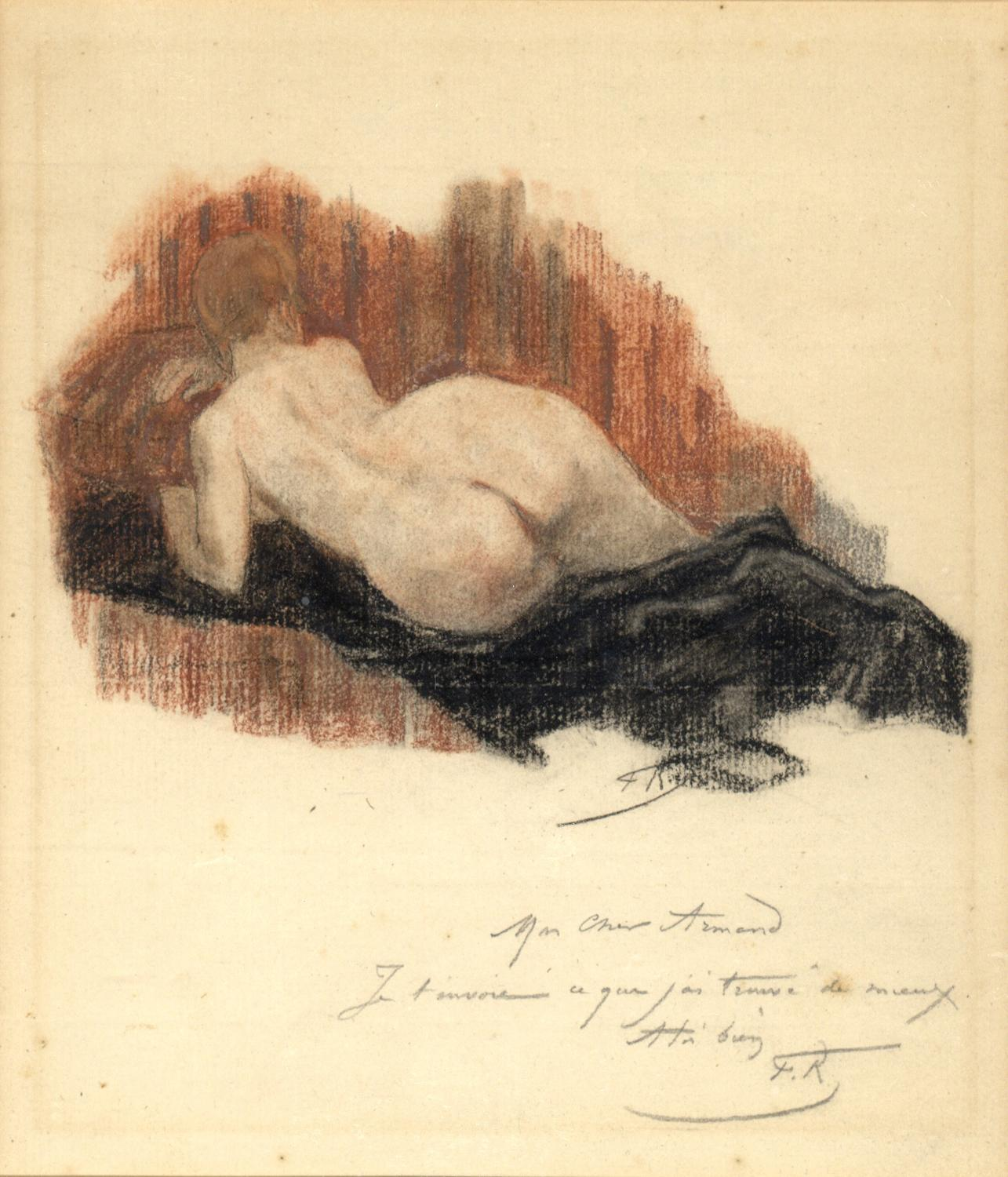
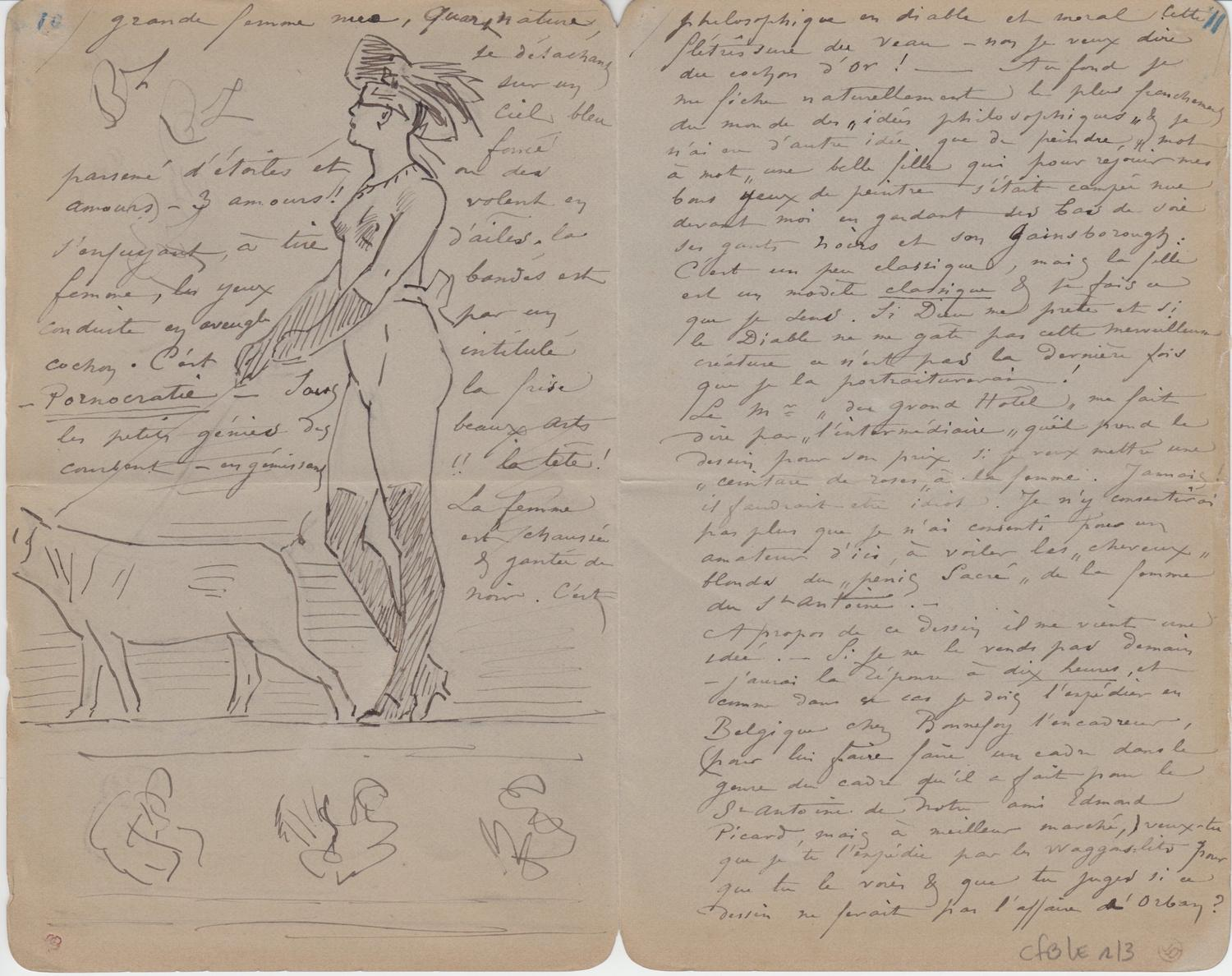
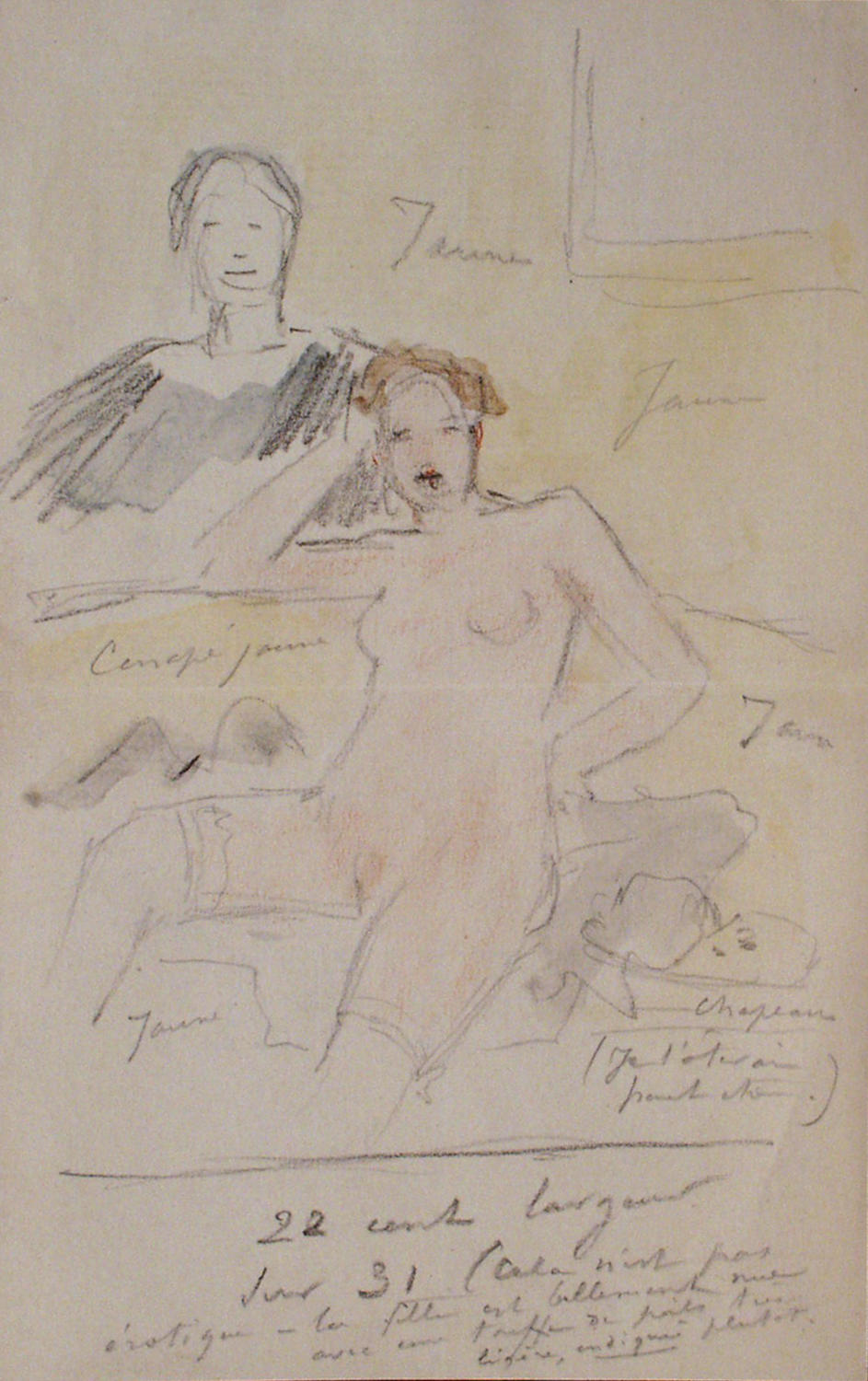
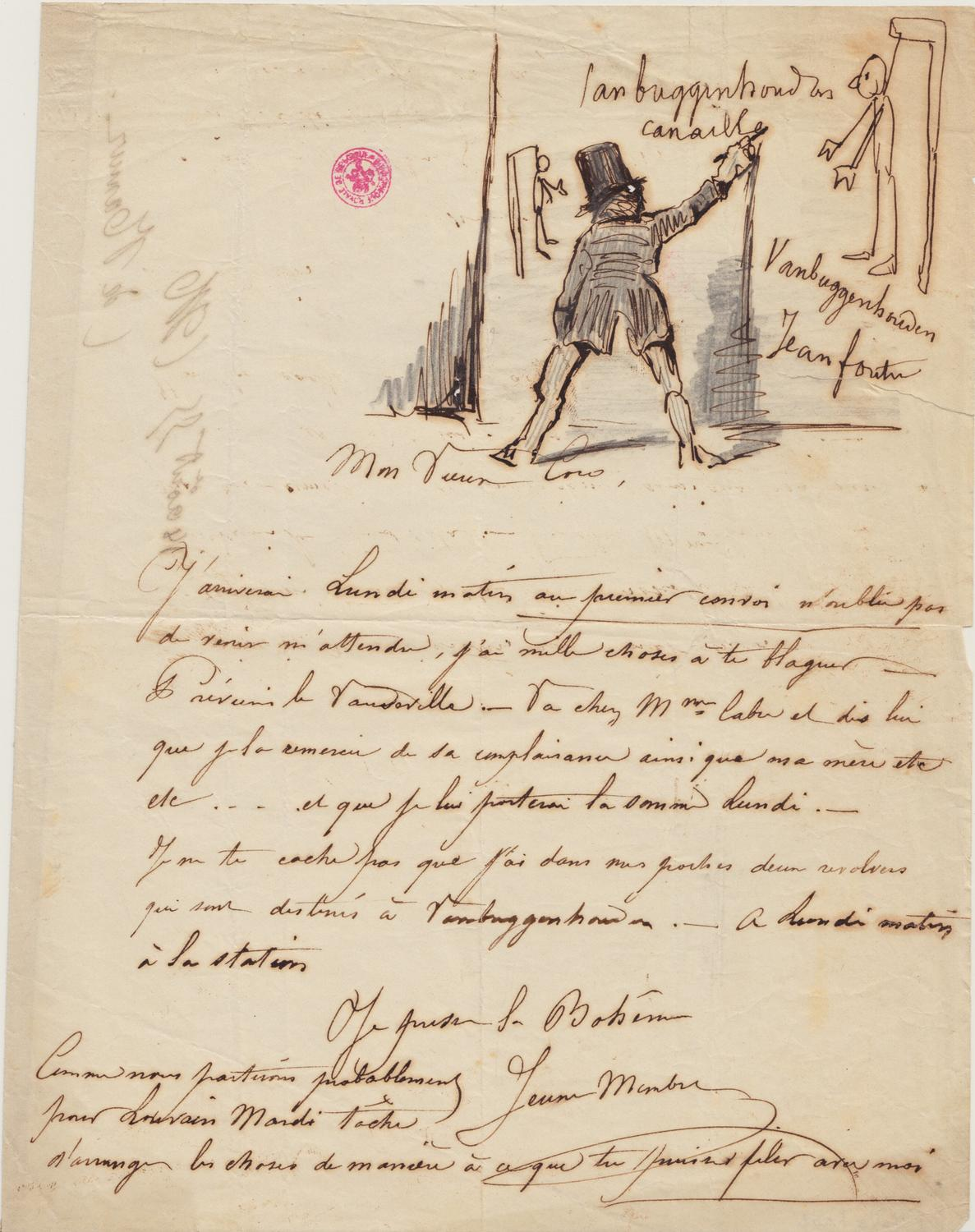
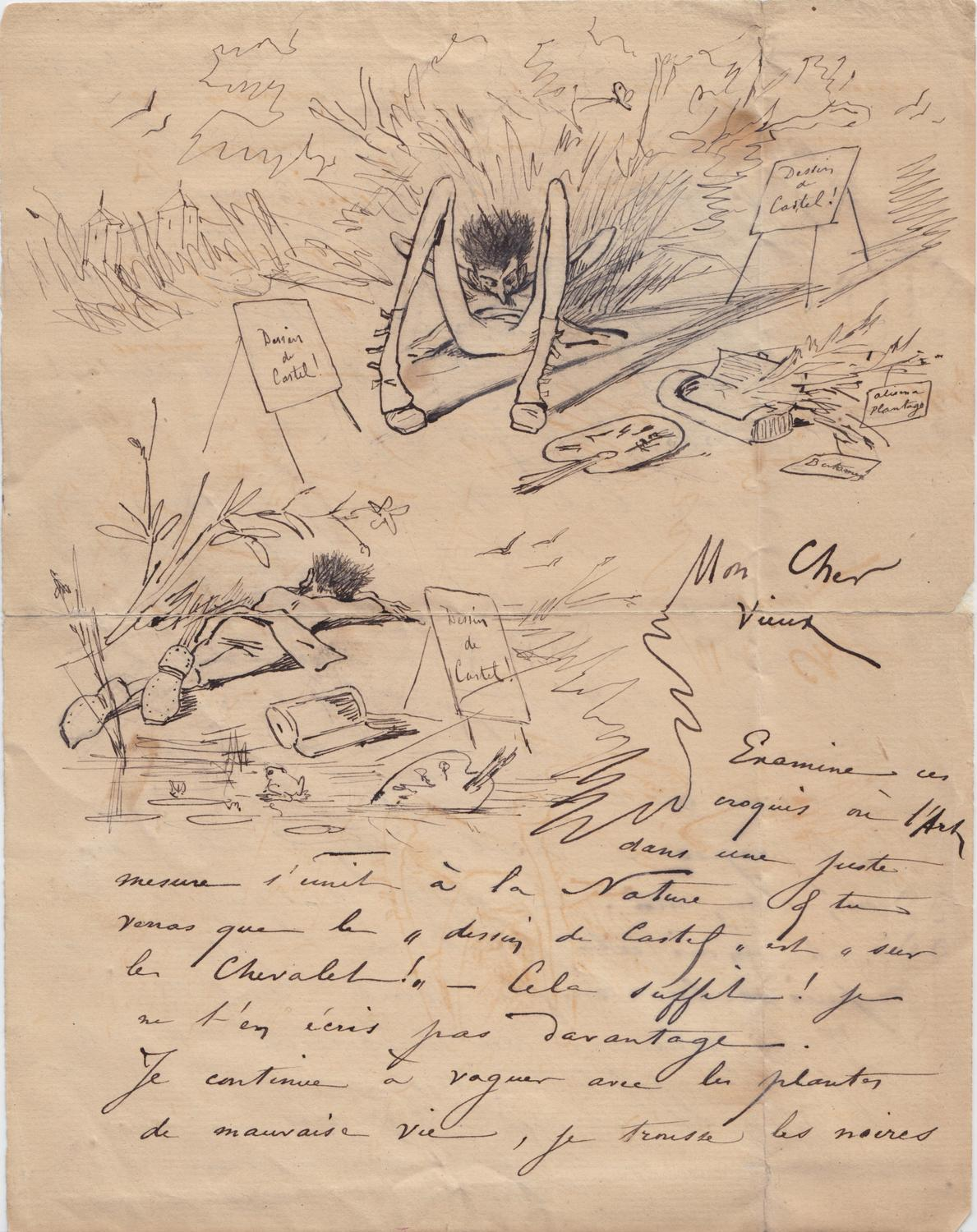
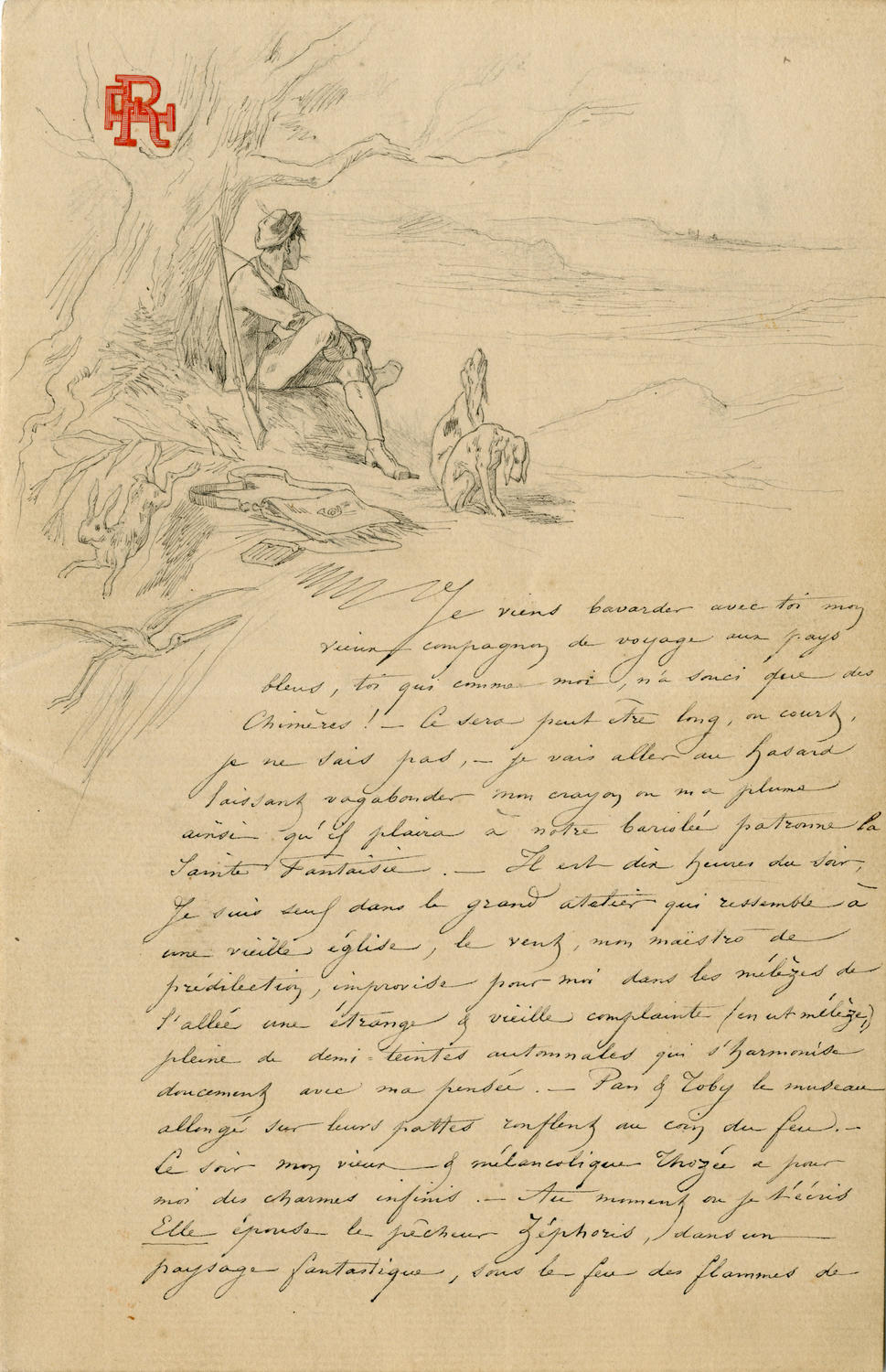
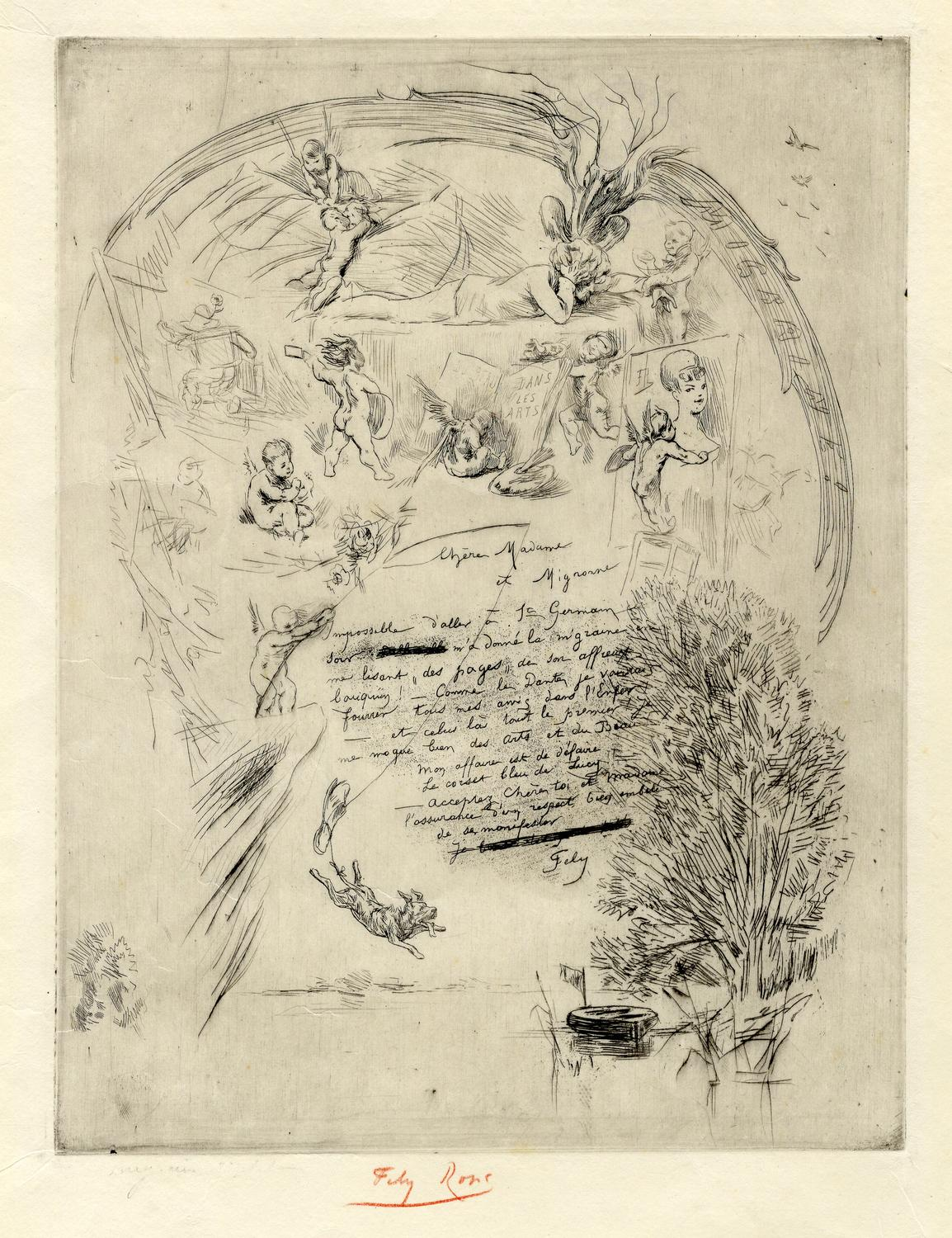
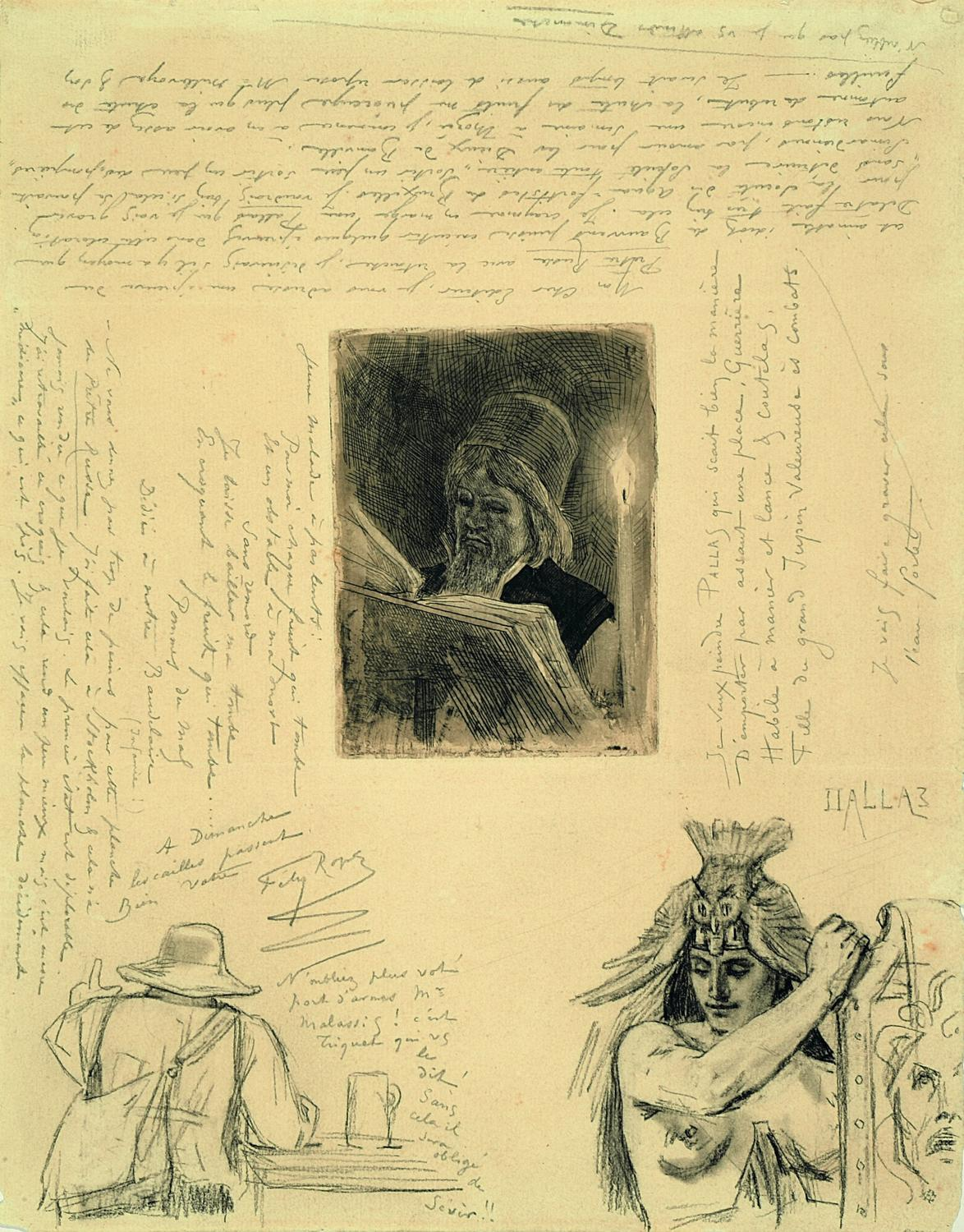
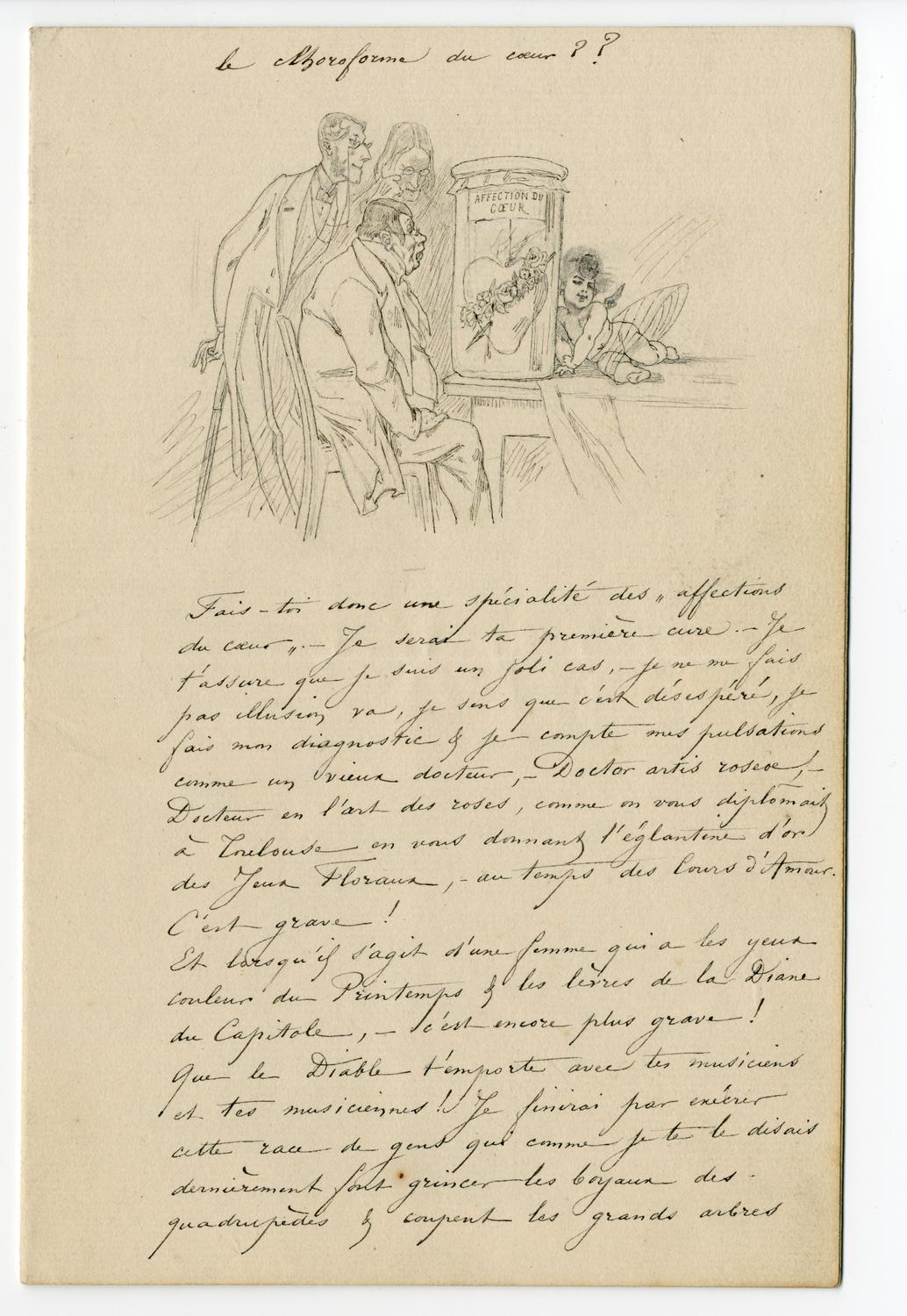